# 迪恩·瑪姆
迪恩·瑪姆（英語：Dean Mumm；1984年3月5日—）是一位澳大利亞橄欖球運動員。他是澳大利亞國家橄欖球隊的一員，代表澳大利亞參加了2015年世界盃橄欖球賽。